# Anthrax minerva
Anthrax minerva är en tvåvingeart som först beskrevs av Christian Rudolph Wilhelm Wiedemann 1828.  Anthrax minerva ingår i släktet Anthrax och familjen svävflugor.
Artens utbredningsområde är Uruguay. Inga underarter finns listade i Catalogue of Life.